# 设得兰绵羊
设得兰绵羊体型较小，养殖目的为出产羊毛。发源地是苏格兰的设得兰群岛，现今在全球多地分布。设得兰绵羊属于北欧短尾绵羊的一种，与已经灭绝的苏格兰褐面棉羊是近亲。养殖这种羊的目的为高品质的羊毛、羊肉和保护型放牧。尽管设得兰绵羊相比于其他商业品种体型小且生长缓慢，它们能适应恶劣的环境和气候，母羊分娩难度小，寿命较长。此品种在艰苦的环境和依靠贫乏的食物生存了几个世纪，保留了很多生存直觉。